# Diocese de Osnabrück
A Diocese de Osnabrück (em latim: Dioecesis Osnabrugensis e em alemão:  Bistum Osnabrück) é uma circunscrição eclesiástica da Igreja Católica da Alemanha, sufragânea da Arquidiocese de Hamburgo. Atualmente é governada pelo bispo Dominicus Meier, O.S.B..

## Território
A diocese abrange o norte da Alemanha, nos estados da Baixa Saxônia e Bremen. Seu território corresponde à parte ocidental do antigo reino de Hanôver.
A sede episcopal é a cidade de Osnabrück, onde fica a Catedral de São Pedro. O território se divide em 256 paróquias.